# Lucie Fialová
Pour les articles homonymes, voir Fialová.
Lucie Fialová, née le 22 juillet 1988 à Prague, est une joueuse professionnelle de squash représentant la République tchèque. Elle atteint le 34e rang mondial en décembre 2012, son meilleur classement. Elle remporte le championnat de République tchèque à six reprises en alternance avec Olga Ertlová qui remporte quatre titres.

## Palmarès

### Titres
- Championnats de République tchèque : 6 titres (2007, 2008, 2010−2012, 2015)